# Giulio Regondi
Œuvres principales
Introduction et caprice pour guitare opus 23, Nocturne 'Rêverie' opus 19, 10 études pour guitare,
Répertoire
Giulio Regondi, Johann Nepomuk Hummel/Mauro Giuliani

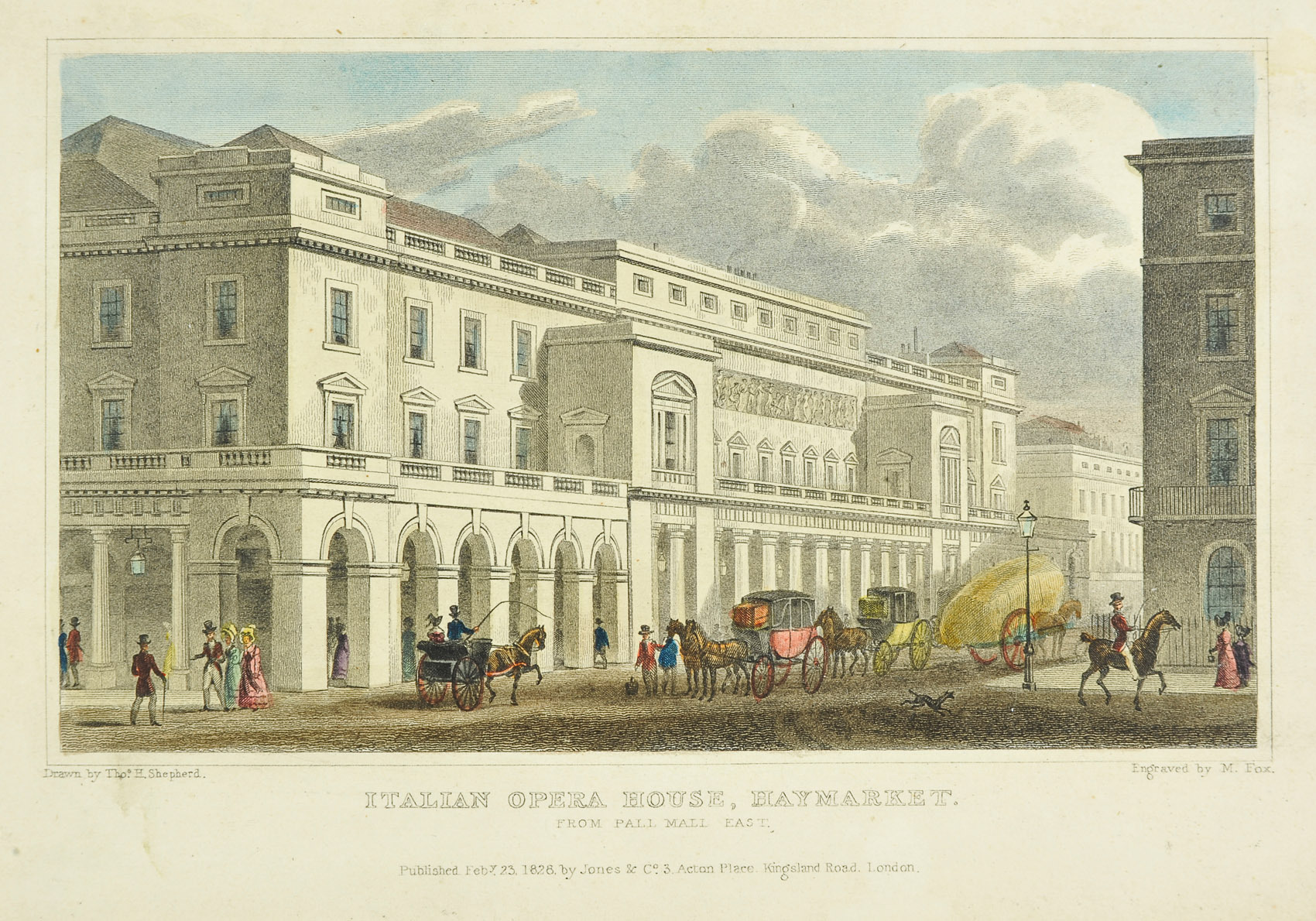
dessin du King's Theatre par Thomas Hosmer Shepherd en 1827–1828

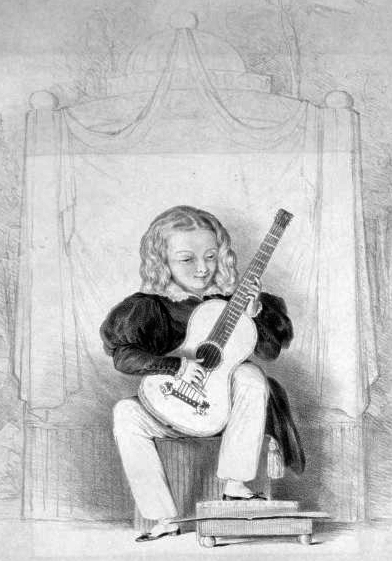
Giulio Regondi au Royal Adelphi Theatre de Londres le 3 septembre 1831.

Giulio Regondi  est un guitariste, concertiniste, et compositeur italien né en 1822 à Genève, décédé le 6 mai 1872 à Londres. 

## Biographie
Giulio Regondi était un enfant prodige. En 1831, alors qu'il n'avait que 9 ans, Fernando Sor lui a dédié Souvenir d'amitié opus 46.
Après avoir joué au King's Theatre (Her Majesty's Theatre) de Londres il a été décrit comme « an infant Paganini on the guitar » (Harmonicon, 174).
Il se produit au Royal Adelphi Theatre de Londres le 3 septembre 1831.
Il était ami avec Felicia Dorothea Hemans, qui a écrit un poème pour lui en 1833 (To Giûlio Regondi, the Boy Guitarist).

## Relations personnelles et professionnelles
- Clara Schumann avec qui il a fait un concert et notamment joué la Serenade No.2, Op.66 de Johann Nepomuk Hummel/Mauro Giuliani au Gewandhaus de Leipzig.
- Felicia Dorothea Hemans qui lui a dédié un poème.
- Ignaz Moscheles, pianiste et compositeur, avec qui il a partagé un concert en 1836[1].
- Maria Malibran, soprano, avec qui il a partagé un concert en 1836.
- Joseph Lidel, violoncelliste.
- Charles Wheatstone, inventeur du concertina.

## Œuvres

### Guitare
- Nocturne Rêverie op. 19 pour guitare (publié en 1864)
- Fête villageoise Rondo caprice op. 20 pour guitare (publié en 1864)
- Air varié No. 1, op. 21 pour guitare (publié en 1864)
- Air varié No. 2, op. 22 pour guitare (publié en 1864)
- Introduction et caprice, op. 23 pour guitare (publié en 1864)
- Dix Etudes pour guitare (composées probablement entre 1842 et 1864)
- Air varié de l’opera de Bellini I Capuleti e i Montecchi (Composé en  1845 pour son élève "Miss Donovan of Dublin"[2]

### Concertina
- Fantasia on English Airs pour concertina et piano
- Leisure Moments (1 - 6) pour concertina et piano (1857)
- Morceau de Salon pour concertina et piano
- Recollections of Home pour concertina
- Ecce Ridente il Cielo pour concertina (1876)